# Труєва Маза
Труєва Маза (рос. Труевая Маза) — село у Вольському районі Саратовської області Російської Федерації.
Населення становить 124 особи. Орган місцевого самоврядування — Покровське муніципальне утворення.

## Історія
Населений пункт розташований у межах українського історичного та культурного регіону Жовтий Клин.
Від 23 липня 1928 року в складі Вольського округу Нижньо-Волзького краю. Орган місцевого самоврядування від 2004 року — Покровське муніципальне утворення.